# Jürgen Burek
Jürgen Burek (* 5. April 1936 in Leipzig; † 28. Juli 2013 ebenda) war ein deutscher Radrennfahrer.

## Sportliche Laufbahn
Burek war Straßenradsportler und Bahnradsportler in der DDR aktiv. 1959 wurde er mit der Mannschaft des SC Rotation Leipzig nationaler Meister im Mannschaftszeitfahren gemeinsam mit Lothar Höhne, Egon Adler und dem Fahrer Appelt. Die favorisierte Mannschaft des SC DHfK Leipzig um Gustav-Adolf Schur hatte mehr als zwei Minuten Rückstand auf die neuen Meister. Das Rennen endete mit einem Eklat, da die Mannschaft des SC DHfK Leipzig den Siegern nicht gratulierte und noch vor der Ehrenrunde abreiste. 1960 wurde Burek Vize-Meister in dieser Disziplin.
In der DDR-Rundfahrt wurde er 1957 12.; 1958 und 1959 schied er aus.
Ab 1961 war Jürgen Burek noch für einige Saisons als Dauerfahrer hinter Schrittmachern, oft hinter Horst Aurich, aktiv. Als nach dem Ende der zweiten Leipziger Winterbahn-Saison am 17. Dezember 1961 Bilanz gezogen wurde, stand Burek als bester Steher fest. Er hatte in der Messehalle II vier Rennen gewinnen und ein Rennen als Zweitplatzierter beenden können. Bei der DDR Steher-Meisterschaft 1962 im Ernst-Thälmann-Stadion in Karl-Marx-Stadt belegte das Gespann Jürgen Burek-Horst Aurich Rang 6. Die Internationale Stehermeisterschaft der  ČSSR 1962 in Brno beendete Burek auf Platz 4, nachdem er den 1. Vorlauf gewann. In den jährlichen Bestenlisten der DDR Steher, veröffentlicht von Konrad Pirl in der Fachzeitschrift Der „Radsportler“, wurde Jürgen Burek bspw. als Viertbester, mit einem Sieg, fünf 2. und zwei 3. Plätzen in der Saison 1963, allerdings mit lediglich einem 2. und zwei 3. Plätzen in 1964 dann nur noch als 7. geführt.
Nach schwerer Krankheit verstarb Jürgen Burek am 28. Juli 2013 im Alter von 77 Jahren in seiner Heimatstadt Leipzig.